# Edgar Prestage

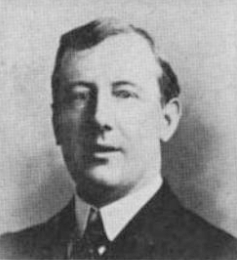
Photo of Edgar Prestage

Edgar Prestage (Manchester, 1869 – Londres, 1951) foi um historiador britânico, académico, escritor e tradutor de português. Foi professor no King's College de Londres, ensinando língua, literatura e história portuguesas.

## Obras
- D. Francisco Manuel de Mello: esboço biographico. Coimbra, Imprensa da Universidade, 1914.
- The Diplomatic Relations of Portugal with France, England and Holland from 1640 to 1668. Watford, Voss & Michael Ltd, 1925.
- The Portuguese Pioneers. London, A. and C. Black Ltd, 1933.